# Arvid Karlsson (politiker)
Arvid Sigfrid Karlsson, född 18 februari 1886 i Vittsjö församling, Skåne, död där 13 november 1961, var en svensk lantbrukare och politiker (i Högerpartiet).
Karlsson var ledamot av riksdagens andra kammare från 1938 till 1948, invald i Kristianstads läns valkrets. I riksdagen kallades han "Karlsson i Granebo".